# 奧列格·澤尼克
奧列格·澤尼克（德語：Oleg Zernikel，1995年4月16日—），是德國的一位撐杆跳高運動員。他出生在哈薩克斯坦，父親是一位跳高兼跳遠運動員。他在2024年歐洲田徑錦標賽獲得撐桿跳銅牌。

## 外部連結
- 奥列格·泽尼克尔在World Athletics（英语）
- 奥列格·泽尼克尔在Olympedia（英语）